# Трубецкой (овраг)
Трубецкой — овраг с сезонным водотоком в России, в Кузоватовском районе Ульяновской области. Правый приток Свияги.

## География
Водоток берёт начало у села Трубетчина. Течёт на северо-запад по открытой местности. Устье находится у покинутой деревни Валуевка в 342 км по правому берегу реки Свияга. Длина водотока составляет 10 км. Площадь водосборного бассейна — 57,6 км².

## Данные водного реестра
По данным государственного водного реестра России относится к Верхневолжскому бассейновому округу, водохозяйственный участок реки — Свияга от истока до села Альшеево, речной подбассейн реки — Волга от впадения Оки до Куйбышевского водохранилища (без бассейна Суры). Речной бассейн реки — (Верхняя) Волга до Куйбышевского водохранилища (без бассейна Оки).
Код объекта в государственном водном реестре — 08010400512112100002004.